# Podočnjaci
Podočnjaci su hrvatski elektronički glazbeni sastav iz Kutine. Djeluju od 2020. godine, a do sada su postali jedno od zanimljivijih glazbenih imena nove generacije. Sastav čine beachboy19, Sinista Ruky i producent Nix K. Pažnju šire publike privukli su singlovima "Šiške", "Papuče", "Predsoblje" te debitantskim albumom Ispod Očiju, koji je u vrlo kratkom razdoblju stekao status favorita među hrvatskom i regionalnom publikom.
Upravo su svojim prvim albumom došli i do statusa jedne od omiljenih koncertnih atrakcija novije generacije u Hrvatskoj, kada su u proljeće 2022. godine održali svoj prvi samostalni koncert pred prepunom Tvornicom kulture u Zagrebu, nakon čega su uslijedili nastupi na 2022. izdanju Zagreb Beer Festa, Dana piva u Karlovcu, Drita iz MSU-a, Beat-a na moru i na Brucošijadi FER-a.

## Članovi
- Nix K (glazba i vokali)
- Sinista Ruky (vokali)
- beachboy19 (vokali)

## Nagrade i nominacije
| Godina | Organizacija | Kategorija               | Ishod      |
| ------ | ------------ | ------------------------ | ---------- |
| 2021.  | Rock & Off   | Rap & Off Izvođač godine | Nominirani |

## Diskografija
Studijski albumi
- Ispod Očiju (2021.)
- Kako se riješiti Podočnjaka (2025.)

EP-ovi
- Brzi EP (2022.)
- Intro EP (2022.)
- Remix Pack I (2022.)

Singlovi
- "Snađi se" (2020.)
- "Pozeru" (2020.)
- "Tekst" (2020.)
- "Šiške" (2020.)
- "Papuče" (2021.)
- "Pucamo" (2022.)
- "I opet" (2022.)
- "Predsoblje" (2022.)
- "Laboratorij" (2023.)
- "Jeez" (2023.)
- "Zalazak" (2023.)
- "Tvoje oči" (2024.)

## Vanjske poveznice
- Službene stranice  Arhivirana inačica izvorne stranice od 8. siječnja 2023. (Wayback Machine)
- Instagram
- YouTube
- Spotify
- Deezer
- Apple Music
- Tidal